# Катерина Ізмайлова
«Катери́на Ізма́йлова» (рос. Катерина Измайлова, первісна назва — «Леді Макбет Мценського повіту», рос. Леди Макбет Мценского уезда) — опера на 4 дії 7 картин російського композитора Дмитра Шостаковича,  лібрето композитора та О. Прейса за повістю Н. Лєскова.

## Постановки
Опера вперше поставлена в Ленінграді у Малому оперному театрі, 22 січня 1934 року під орудою С. Самосуда і мала значний успіх. Наступні постановки відбулися у Москві — 24 січня 1934 року Музичному театрі ім. Немировича-Данченко; у Большому театрі — 26 грудня 1935 р. п/к А. Мелік-Пашаєва. Згодом опера була поставлена за кордоном — Нью-Йорку і Клівленді (1935), Любляні, Копенгагені, Цюриху (1936), Загребі (1937), Братиславі (1938), пізніше у найбільших оперних театрах світу: Ла Скала в Мілані, Ковент-Гарден у Лондоні, Королівському театрі в Копенгагені, Празі, (1965) та ін.
В СРСР сценічне життя опери було жорстко обірване після відвідування опери радянським керівництвом, включаючи Й. В. Сталіна, В. М. Молотова, А. А. Жданова й А. І. Мікояна. 28 січня 1936 року в газеті «Правда» вийшла стаття «Сумбур замість музики», в якій опера Шостаковича зазнавала різкої критики за «антинародний», «формалістичний» характер і надовго була знята з репертуару радянських театрів.
У березні-квітні 1955 року, через два роки після смерті Сталіна, Шостакович редагує текст лібрето. У тому ж році він показує оперу в Ленінградському Малому оперному театрі, після чого починається майже восьмирічна боротьба за її постановку, що включає обговорення в різних інстанціях. За спогадами І. Д. Глікмана, Шостакович особисто звертався до заступника голови Ради міністрів СРСР В'ячеслава Молотова, в результаті чого «надійшло розпорядження про створення комісії для ознайомлення з другої редакцією „Леді Макбет“».
Комісія була створена лише через три місяці, однак заборонила оперу до виконання вдруге через, зокрема Дмитра Кабалевського та Георгія Хубова.
Лише 1962 року опера Шостаковича була поставлена у новій редакції вже під назвою «Катерина Ізмайлова» у театрі ім. Станіславського и Немировича-Данченка. Незабаром у новій реакції опера звучала у Ризі, Лондоні (1963), Загребі, Хельсінкі, Ніцці, Пече (Угорщина), Сан-Франциско (1964), Відні, Казані, Києві, Русе (Болгарія), Ленінграді, Будапешті (1965), Флоренції, Тарту (1966), Белграді, Сараєво (1967), Лейпцигу (1969), Берліні, Копенгагені (1973), Варшаві (1976), Таллінні (1977).
В 1978 році в Лондоні Мстиславом Ростроповичем була здійснена студійна постановка опери з Лондонським симфонічним оркестром у її первісній редакції. Р. Осборн стверджує, що реконструкція опери Ростроповичем була виконана за бажанням самого Шостаковича, висловленим незадовго до смерті. Після авторитетного «лондонського» запису й публікації партитури першої редакції оперу й далі ставити як у першій, так і у другій редакціях.

### Постановки у Києві
У 1965-му «Катерина Ізмайлова» була поставлена на сцені Київської опери під орудою Костянтика Симеонова. Опера йшла українською мовою. Автор був задоволений київською прем'єрою і у листі до режисера-постановника Ірини Молостової композитор писав: «Київська постановка як у музичній, так і в режисерській інтерпретації найкраща з тих, які мені довелося бачити…». За визнанням автора, в перекладі Миколи Бажана «Катерина Ізмайлова» звучала глибше й поетичніше, ніж з доволі аматорським оригінальним текстом, співавтором якого був сам композитор. Над постановкою працювали: режисер-постановник — Ірина Молостова, диригент — Костянтин Симеонов, художник-постановник — Давид Боровський.  У звукозаписі вистави, що зберігається у ЦДКФФАУ і УТРК, співають Таїсія Пономаренко (Катерина), Василь Третяк (Сергій), Василь Пазич, Олександр Чулюк-Заграй, Валентина Река, В. Скубак.
За спогадами дружини композитора, Ірини Шостакович:
|  | Шостакович був захоплений ретельністю в обробці кожної партії, голосами співаків, майстерністю диригента. Кожен, хто знаходився на сцені добре розумів своє завдання і прекрасно з ним справлявся. І сценографія, і режисерське рішення київської «Катерини» відрізнялися тактом, великий культурою, відповідністю всіх деталей |

Після уходу К. Симеонова з Київської опери постановки «Катерини Ізмайлової» були припинені, й поновлені лише у  1974 році. Заради цієї постановки К. Симеонов ненадовго повернувся до Києва. У цій постановці головну роль виконувала Євдокія Колесник. Після другої прем'єри композитор та постановники були нагороджені Шевченківською премією (1976).
Пізніше Катерину Ізмайлову ставили в 1989 році (диригент-постановник — Стефан Турчак) та в 2004 році (диригент-постановник Володимир Кожухар), але вже російською.

## Характеристика
В опері події повісті переосмислені. Образ Катерини протиставляється «темному царству», вона стає жертвою обставин. Із надзвичайною психологічною силою і виразністю музика розкриває трагедію жінки, що намагається боротися із насиллям за допомогою насилля. Скоївши злочин, Катерина не знаходить щастя. Її мучать докори совісті, галюцинації. В опері показано переродження людини, що щиро прагне щастя, однак через закони несправедливого світу перетворюється на злочинця.
З величезною силою зображений світ, що губить Катерину. Але не менш сильно й глибоко втілена лірична стихія, найбільше повно виражена в образі Катерини з її тугою за любов'ю й щастям. Надзвичайно виразно змальовані й інші персонажі — брехливий, підлий, лицемірний Сергій, грубий і жорстокий самодур Борис Тимофійович; боягузливий і паскудненький Зіновій Борисович.
В опері, новаторській по характеру, творчо розвинуті принципи російської реалістичної опери, передусім Модеста Мусоргського. В той же час, сучасні дослідники вбачають в опері прояви експресіонізму, що ріднить оперу з «Воццеком» Альбана Берга. Опера молодого композитора вразила зрілістю і майстерністю, проникливістю, глибиною, яскравою емоційністю. Вона залишається однією з вершин оперного мистецтва XX століття.

## Зміст лібрето опери

### Дія перша
Картина 1. Спальня в будинку багатого купця Зиновія Ізмайлова. Катерина Львівна (Катерина), молода дружина Ізмайлова, добре виспалася і випила чаю з чоловіком. Знемагаючи від туги і самотності, вона безуспішно намагається знову заснути, розмірковує про безглуздість свого забезпеченого життя у шлюбі.
Її свекор Борис Тимофійович просить на вечерю грибів і дорікає Катерину бездітністю, на що та зауважує, що вина в тому не її. Свекор застерігає її від можливої зради чоловіка.
Борис Тимофійович наказує невістці потруїти щурів в коморі. «Сам ти щур! Тобі б отрути цієї!» — бурмоче Катерина.
Дізнавшись, що на млині прорвало греблю, Зіновій Борисович збирається в поїздку. Він представляє батькові нового працівника, Сергія. Борис Тимофійович змушує працівників прощатися з господарем, а Катерину — дати чоловікові клятву вірності.
Кухарка Ксенія розповідає про Сергія: «Яку хочеш бабу до біди доведе».
Картина 2 . Катерина застає сцену розваги челяді з Ксенією, заступається за куховарку і загрожує побити призвідника Сергія. Сергій пропонує пані «поборотися»; в розпал боротьби з'являється Борис Тимофійович, загрожує Катерині розповісти про сцену чоловікові, а челядь жене на роботу.
Картина 3 . Самотність Катерини, що нудиться в спальні, порушує Сергій, який прийшов під приводом «книжку попросити» і схиляє її до сексу.

### Дія друга
Картина 4 . Борису Тимофійовичу не спиться, йому скрізь ввижаються злодії. Він згадує, як в молодості теж не спав, «але з іншої причини! За вікнами чужих дружин походжав». Обходячи будинок, він зауважує світло у вікні невістки і вирішує зайти до неї, але чує голос і бачить, що «запізнився Борис Тимофійович». Він зупиняє і допитує Сергія, після чого скликає людей. На очах Катерини Сергія б'ють і замикають в комору.
Борис Тимофійович кличе Катерину і просить подати йому другу вечерю, яку й отримує, приправлену щурячою отрутою. Старий падає в агонії, і вона забирає в нього ключі від комори. Попу, що прийшов сповідати вмираючого, Катерина пояснює, що старий вночі поїв грибків — «багато, їх поївши, помирають…».
Картина 5 . Сергій засмучений майбутнім приїздом Зиновія Борисовича: він не хоче бути таємним коханцем Катерини. Вона заспокоює його, але самій їй ввижається привид свекра, що проклинає її. За дверима лунають кроки, це повернувся чоловік; Катерина ховає коханця. Помітивши на ліжку чоловічий поясок, Зіновій Борисович накидається на дружину з побоями. На крик Катерини виходить Сергій, вони душать чоловіка і ховають труп у погребі.

### Дія третя
Картина 6 . Катерині не дає спокою вчинене вбивство: навіть у день весілля з Сергієм вона стоїть у льоху, і це турбує Сергія: «люди помітять». Дочекавшись від'їзду молодят до церкви, поруч із погребом з'являється «задрипаний чоловічок», який шукає випити. Він зламує замки і, виявивши труп Зиновія Борисовича, біжить в поліцію доносити.
Картина 7 . Сцена в поліцейській ділянці. Квартальний ображений, що його не запросили на весілля Ізмайлової. Задрипаний чоловічок повідомляє, що «у Ізмайлових труп у погребі». Пожвавившись, поліцейські вирушають до Ізмайлових.
Картина 8 . Весільний бенкет. П'яні гості зі священником на чолі славлять наречених. Раптово Катерина зауважує, що замок на погребі збитий. Розуміючи, що вбивство колишнього чоловіка виявлено, вона вирішує втекти з Сергієм. Але у ворота вже стукають. Катерина сама простягає поліцейським руки, Сергій намагається втекти з грошима, але його затримують і молодят ведуть в острог.

### Дія четверта
Картина 9 . Етап каторжан, серед яких Катерина і Сергій, зупиняється на відпочинок. Катерина припрошує годинного пропустити її до Сергія, але той грубо жене її: «А хто до каторги мене довів?». Сергій пробирається до молодої каторжанки Сонетки, домагається її, але та вимагає в плату нові панчохи. Сергій обманом виманює панчохи у Катерини, щоб тут же віддати їх Сонетці. Каторжанки обсипають кинуту коханку насмішками. Часовий утихомирює їх, але Катерина вже не помічає того, що відбувається навколо. Влучивши зручний момент, вона зіштовхує Сонетку в річку і кидається слідом. Обидві тонуть.